# Arnaldo Carvalheiro Neto
Arnaldo Carvalheiro Neto (* 11. April 1967 in São Paulo) ist ein brasilianischer Geistlicher und römisch-katholischer Bischof von Jundiaí.

## Leben
Arnaldo Carvalheiro Neto absolvierte ein Studium der Philosophie an der Faculdade Salesiana de Filosofia Ciências e Letras de Lorena (FSFCL) in Lorena (1989–1991) und ein Theologiestudium am Instituto Teológico Rainha dos Apóstolos in Marília (1993–1996). Er besuchte Studienkurse zur spirituellen Leitung am Institute for Spiritual Leadership in Chicago/USA (2002–2003) und zur Krankenhausseelsorge am Mater Misericordiae University Hospital in Dublin/Irland (2006). Darüber hinaus erwarb er ein Lizenziat in seelsorgerischer Beratung (pastoral counseling) an der Loyola University Chicago (2003–2006).
Carvalheiro Neto empfing am 17. Mai 1997 das Sakrament der Priesterweihe für das Bistum Araçatuba und war unter anderem Pfarrer von São Brás in Birigui (1997–2000) und von São Pedro Apóstolo in Gabriel Monteiro (2007–2016) sowie Rektor des Vorbereitungsseminars zur Priesterausbildung. Während seines Studienaufenthaltes in Chicago war er Pfarrer von Saint Roman (2003–2006). Außerdem war er geistlicher Leiter des Instituto Teológico Rainha dos Apóstolos in Marília (2007–2014).
Am 4. Mai 2016 ernannte ihn Papst Franziskus zum Koadjutorbischof von Itapeva. Die Bischofsweihe spendete ihm der Bischof von Araçatuba, Sérgio Krzywy, am 17. Juli desselben Jahres. Mitkonsekratoren waren der Bischof von Itapeva, José Moreira de Melo, und der emeritierte Bischof von Lins, Irineu Danelón SDB. Mit dem Rücktritt José Moreira de Melos am 19. Oktober 2016 folgte Arnaldo Carvalheiro Neto diesem als Bischof von Itapeva nach.
Papst Franziskus bestellte ihn am 15. Juni 2022 zum Bischof von Jundiaí. Die Amtseinführung erfolgte am 13. August desselben Jahres.